# Jászómindszent
Jászómindszent falu Szlovákiában, a Kassai kerület Kassa-környéki járásban.

## Fekvése
Kassától nyugatra, Rudnok mellett fekvő település.

## Története
A 18. század végén Vályi András így ír róla: „MINTSZENT. Két falu Abaúj Várm. egyiknek földes Ura a’ Jászói Prépostság, a’ másiknak pedig Nováki, és több Urak, lakosai többfélék, fekszik egyik a’ Kassai, a’ másik a Csereháti járásban, legelőjök szoross, épűletre való fájok nints, más jó tulajdonságaik középszerűek.”
Fényes Elek 1851-ben kiadott geográfiai szótárában így ír a faluról: „Mindszent (Jászó), Podproch, tót falu, Abauj vmegyében, Jászóhoz északra 1 órányira: 1136 kath. lak. Paroch. templom. Réz- és vas-bányák. Szép fenyves erdő. F. u. a jászói prépost. Ut. p. Meczenzéf.”
A községnek a 20. század elején vas-, antimon-, és cinóberbányái voltak.
Borovszky Samu monográfiasorozatának Abaúj-Torna vármegyét tárgyaló része szerint: „Jászó-Mindszent, 187 házzal, 1302 tót lakossal. Postája és távirója: Jászó. Róm. kath. temploma, melyben szép, régi csúcsíves oltár van, 1518-ban épült. A községnek vas-, antimon- és czinóber-bányái vannak.”
Jászómindszent a trianoni diktátum előtt Abaúj-Torna vármegye Csereháti járásához tartozott.

## Népessége
| Év:            | 1994. | 2004.   | 2014.   | 2024.   |
| -------------- | ----- | ------- | ------- | ------- |
| Emberek száma: | 2831  | 2811    | 2774    | 2647    |
| Eltérés:       |       | -0,70 % | -1,31 % | -4,57 % |

| Év:            | 2023. | 2024.   |
| -------------- | ----- | ------- |
| Emberek száma: | 2651  | 2647    |
| Eltérés:       |       | -0,15 % |

1880-ban 1294 lakosából 34 magyar és 1206 szlovák anyanyelvű volt.
1890-ben 1302-en lakták, ebből 38 magyar és 1245 szlovák anyanyelvű.
1900-ban 1465 lakosából 409 magyar és 1041 szlovák anyanyelvű volt.
1910-ben 1263-an lakták: 558 magyar és 694 szlovák anyanyelvű.
1921-ben 1275-en lakták, ebből 765 magyar és 446 csehszlovák.
1930-ban 1418 lakosából 25 magyar és 1339 csehszlovák volt.
1941-ben 1722-en lakták, ebből 1219 magyar és 490 szlovák.
1991-ben 2790 lakosából 17 magyar és 2749 szlovák.
2001-ben 2784 lakosából 12 magyar és 2739 szlovák volt.
2011-ben 2760 lakosából 11 magyar és 2526 szlovák.

## Nevezetességek
- Római katolikus temploma 1518-ban épült. Különlegessége: szép, régi, csúcsíves oltára.